# Tour de Tarragone
Le Tour de Tarragone est une course cycliste espagnole disputée dans la province de Tarragone, en Catalogne. Il n'est plus organisé depuis 2010 et le coureur français Aurélien Ribet en est à ce jour le dernier vainqueur. Il reste comme la première course organisée en Espagne, juste avant le Tour de Catalogne, également disputé en Catalogne depuis 1911.

## Palmarès
| Année     | Vainqueur                   | Deuxième                | Troisième             |
| --------- | --------------------------- | ----------------------- | --------------------- |
| 1908      | Paul Mazan                  | Johann Hohe             | Henri Carrère         |
| 1909-1918 | non disputé                 |                         |                       |
| 1919      | José Pelletier              | Ali Neffati             | Guillermo Antón (es)  |
| 1920-1947 | non disputé                 |                         |                       |
| 1948      | Bernardo Capó               | José Serra Gil          | Manuel Costa          |
| 1949-1953 | non disputé                 |                         |                       |
| 1954      | Bernardo Ruiz               | Francisco Masip         | Francisco Alomar      |
| 1955-1963 | non disputé                 |                         |                       |
| 1964      |                             |                         |                       |
| 1965      |                             |                         |                       |
| 1966      |                             |                         |                       |
| 1967      |                             |                         |                       |
| 1968      |                             |                         |                       |
| 1969      | José Manuel Fuente          |                         |                       |
| 1970      |                             |                         |                       |
| 1971      | Jean-Michel Richeux         |                         |                       |
| 1972      |                             |                         |                       |
| 1973      |                             |                         |                       |
| 1974      |                             |                         |                       |
| 1975      |                             |                         |                       |
| 1976      |                             |                         |                       |
| 1977      | Gómez                       |                         |                       |
| 1978      |                             |                         |                       |
| 1979      | Jesús Guzmán (es)           | José Luis Laguía        |                       |
| 1980      | Pedro Delgado               |                         | Pierre Le Bigaut      |
| 1981      | José Recio                  |                         |                       |
| 1982      |                             |                         |                       |
| 1983      | Javier Castellar (es)       | Pello Ruiz Cabestany    | Antonio Girabent      |
| 1984      | Loïc Le Flohic              |                         |                       |
| 1985      |                             |                         | José Pedrero (es)     |
| 1986      | Thierry Quiviger            |                         |                       |
| 1987      |                             |                         |                       |
| 1988      | Philippe Dalibard           | Pierre-Henri Menthéour  | José Mario Genesca    |
| 1989      | Antonio Sánchez García (es) | Ramón Rota (ca)         | Fernando Piñero (ca)  |
| 1990      |                             |                         |                       |
| 1991      | Antonio Martín Velasco      | Émile Julia             |                       |
| 1992      |                             |                         |                       |
| 1993      |                             |                         |                       |
| 1994      | Nicolai Koudriavtchev       | Sergueï Ivanov          | Josep Viladoms        |
| 1995      | Sergueï Ivanov              | Dmitri Parfimovitch     | Philippe Le Peurien   |
| 1996      | Sergueï Gritchenko          | Manuel Rodríguez Gil    | Eduard Gritsun        |
| 1997      | Eduard Gritsun              | Martin van Steen        | Marc Prat             |
| 1998      | Denis Menchov               | Eloy Coca               | Carlos Torrent        |
| 1999      | Wim van de Meulenhof (nl)   | Gonzalo Bayarri         | Tomás Valls           |
| 2000      | Rafael Fernández            | Faat Zakirov            | Xavier Tondo          |
| 2001      | Alexander Rotar             | Rafael Mila             | Vicente Elvira        |
| 2002      | Héctor Guerra               | José Medina             | Javier Ramírez Abeja  |
| 2003      | Fernando Serrano            | Miquel Alandete         | Sergi Escobar         |
| 2004      | Joaquín Jorge Soler         | Didac Cuadros           | Antonio López         |
| 2005      | Paulo Vargas                | Isidro Cerrato          | Vicente Grau (es)     |
| 2006      | Juan Carlos Cariñena (es)   | Alberto Fernández Sainz | John Devine           |
| 2007 (ca) | John Devine                 | Luis Ángel Maté         | Francisco Villalgordo |
| 2008 (ca) | Sergi Escobar               | Javier Ramírez Abeja    | Raúl García de Mateos |
| 2009 (ca) | Colin Menc Molina           | Arkimedes Arguelyes     | Jonathan Brunel       |
| 2010 (ca) | Aurélien Ribet              | Andrew Talansky         | Thomas Lebas          |